# مرض حيواني غريب
المرض الحيواني الغريب هو مرض أو آفة تصيب الحيوانات، سواء كانت أرضية أو مائية، وغير معروف وجودها في الولايات المتحدة أو أقاليمها. عندما يمكن أن تؤثر هذه الأمراض بشكل كبير على صحة الإنسان أو الإنتاج الحيواني وعندما تكون هناك كلفة اقتصادية كبيرة لجهود مكافحة هذه الأمراض والقضاء عليها، تعتبر تهديدًا للولايات المتحدة. هناك مصطلح آخر يُفضل استخدامه، هو مرض حيواني عابر للحدود، والذي يُطلق على الأمراض الوبائية شديدة العدوى أو القابلة للانتقال والتي تنتشر بسرعة هائلة، بغض النظر عن الحدود الوطنية، ما يسبب خطورة اجتماعية واقتصادية، وربما عواقب على الصحة العامة. يمكن تعريف «المرض الحيواني الناشئ» على أنه أي مرض يصيب حيوان بري أو مائي أو أي مرض حيواني المنشأ لم يتم التعرف عليه أو تمييزه بعد، أو أي مرض حيواني بري أو مائي معروف أو مميز في الولايات المتحدة أو أقاليمها، والقادر على تحوير أو تطوير قدرته الإمراضية، أو قابلية انتقاله، أو احتمالية أن يصبح حيواني المصدر، بحيث يشكل تهديدًا للحيوانات الأرضية أو الحيوانات المائية أو البشر. 
يمكن لمرض حيواني غريب في الولايات المتحدة أن يهدد الأمن الغذائي، ويسبب خسائر لمربيي الماشية، ويزيد من تكاليف منتجات الماشية جراء تدابير مكافحة الأمراض المكلفة، ويؤثر على دخل مربيي الماشية، ويعطل حركة الماشية ومنتجاتها، ويسبب مشاكل صحية لدى الحيوانات المصابة، ويسبب مشاكل صحية عامة، وعواقب بيئية على مجموعات الحياة البرية.

## حماية الولايات المتحدة من الأمراض الحيوانية الغريبة

### الوكالات المشاركة في الاستجابة لتفشي المرض
المنظمة العالمية لصحة الحيوان (تُعرف تاريخيًا بالمكتب الدولي للأوبئة). نشأ المكتب الدولي للأوبئة في عام 1924 بإقرار اتفاقية دولية من 28 دولة في 25 يناير عام 1924. بلغ عدد الأعضاء (في عام 2017) 181 دولة. تعد هذه المنظمة الحكومية الدولية مسؤولة عن ضمان صحة الحيوانات في جميع أنحاء العالم، ومعترف بها كمنظمة مرجعية من قبل منظمة التجارة العالمية. يقع المقر الرئيسي للمكتب الدولي للأوبئة في باريس. تتمثل أهداف المكتب الدولي للأوبئة في «ضمان الشفافية في التعامل مع الأمراض الحيوانية العالمية»، و«جمع وتحليل ونشر المعلومات العلمية البيطرية»، و«تشجيع التضامن الدولي في مكافحة الأمراض الحيوانية»، و«حماية التجارة العالمية من خلال نشر المعايير الصحية للتجارة الدولية بالحيوانات والمنتجات الحيوانية»، و«تحسين الإطار القانوني والموارد للخدمات البيطرية الوطنية»، و«توفير ضمان أفضل للأغذية الحيوانية وتعزيز صحة الحيوانات عبر نهج قائم على العلم».
منظمة الأغذية والزراعة (فاو). منظمة الأغذية والزراعة هي منظمة حكومية دولية تتألف من 194 دولة عضو وعضوين منتسبين ومنظمة عضو واحدة، هي الاتحاد الأوروبي، ومقرها في روما، إيطاليا. تأسست منظمة فاو بدايةً كوكالة متخصصة تابعة للأمم المتحدة في عام 1945 في الجلسة الأولى لمؤتمر منظمة الأغذية والزراعة في مدينة كيبك، في كندا. يتمثل الهدف الرئيسي لمنظمة الأغذية والزراعة في تحقيق الأمن الغذائي للجميع، وأهدافها الرئيسية الثلاثة هي: «القضاء على الجوع وانعدام الأمن الغذائي وسوء التغذية؛ والقضاء على الفقر ودفع التقدم الاقتصادي والاجتماعي؛ والإدارة والاستخدام المستدامين للموارد الطبيعية، بما في ذلك الأراضي والمياه والهواء والمناخ والموارد الجينية لصالح الأجيال الحالية والمقبلة». تعمل منظمة فاو على إنشاء وتبادل المعلومات الهامة حول الأغذية والزراعة والموارد الطبيعية من خلال تحديد الشركاء المختلفين من ذوي الخبرة الراسخة والعمل معهم وتسهيل التواصل معهم. تكرس منظمة الأغذية والزراعة بعض جهودها لصحة الحيوانات. قد لا تؤثر الأمراض الحيوانية الخطيرة مثل الحمى القلاعية أو حمى الخنازير الأفريقية بشكل مباشر على صحة الإنسان، لكنها تؤثر على الأمن الغذائي والتغذوي وعلى منتجات الماشية وتجارتها. من الأمثلة الحديثة الناجحة، القضاء العالمي على طاعون البقر في عام 2011. لدى منظمة الأغذية والزراعة برامج لصحة الحيوانات تهدف إلى تطبيق أفضل الممارسات للوقاية ومكافحة الأمراض ذات الأولوية التي تهدد المنتجات الحيوانية والصحة العامة والتجارة من خلال شبكاتها الدولية والإقليمية ومشاريع الصحة الحيوانية ونشر المعلومات العملية.